# Tocopilla (kommun)
Tocopilla är en kommun i Chile.   Den ligger i provinsen Provincia de Tocopilla och regionen Región de Antofagasta, i den norra delen av landet, 1 300 km norr om huvudstaden Santiago de Chile.
Trakten runt Tocopilla är ofruktbar med lite eller ingen växtlighet. Runt Tocopilla är det mycket glesbefolkat, med 5 invånare per kvadratkilometer.